# Steganinae
Steganinae es la más pequeña de las dos subfamilias en la familia de la mosca de la fruta Drosophilidae. La otra subfamilia es Drosophilinae.

## Diagnosis
La subfamilia es monofilética (Grimaldi 1990; Sidorenko 2002), pero no puede ser caracterizada por un carácter morfológico solo que distinga a esta subfamilia del Drosophilinae. Para una discusión en esta subfamilia "Drosophila ver Manual de Laboratorio" por M. Ashburner, S. Hawley, K. Golic (no reproducido aquí debido a copyrights).
- D.A. Grimaldi 1990. Una clasificación filogenética, revisada de genera en el Drosophilidae (Diptera). Boletín del Museo americano de Historia Natural 197: 1-128.
- V. S. Sidorenko 2002. Filogenia de la tribu Steganini Hendel y algunos relacionaron taxa (Diptera, Drosophilidae). Lejano Oriental Entomologist 111: 1-20.

## Filogenia
Las relaciones filogenéticas dentro de la subfamilia no ha sido todavía confirmado por estudios moleculares, y es parcialmente basado en los métodos cladísticos tradicionales que utilizan principalmente características morfológicas y en parte basados en opiniones expertas. La clasificación abajo podría ser no aprobado por todos los estudiosos en el campo, pero da una visión general razonable de nuestro conocimiento actual:
Tribu: Steganini
Subtribu: Steganina
Género: Eostegana
Género: Stegana
Subtribu: Leucophengina
Género: Allopygaea
Género: Cacoxenus 
Género: Leucophenga
Tribu: Gitonini
Subtribu: Gitonina
Género: Amiota
Género: Apenthecia
Género: Apsiphortica
Género: Cacoxenus
Género: Crincosia
Género: Erima
Género: Gitona
Género: Paraleucophenga
Género: Paraphortica
Género: Phortica
Subtribu: Acletoxenina
Género: Acletoxenus
Género: Hyalistata
Género: Mayagueza
Género: Pseudiastata
Género: Rhinoleucophenga
Género: Trachyleucophenga
Subtribu desconocida
Género: Electrophortica
Género: Pararhinoleucophenga
Género: Parastegana
Género: Pseudostegana
Tribu desconocida
Género: Soederbomia
Género: Pyrgometopa
Para especies dentro de los varios géneros, ver Taxodros